# 阿方索·卡诺
吉列尔莫·莱昂·萨恩斯·巴尔加斯（西班牙語：Guillermo León Sáenz Vargas，1948年7月22日—2011年11月4日），化名阿方索·卡诺（Alfonso Cano），是哥伦比亚马克思主义叛军哥伦比亚革命武装力量的指挥官。早年在哥伦比亚国立大学读人类学，1982年加入革命武装力量。2006年曾被美国通缉。2008年接替创始人曼努埃尔·马鲁兰达成为该组织头目。2011年11月4日被哥伦比亚陆军击毙。由Timoleón Jiménez接替卡諾成為新任頭目。